# Forever and a Day
Forever and a Day is een Amerikaanse dramafilm uit 1943 onder regie van Edmund Goulding, Cedric Hardwicke, Frank Lloyd, Victor Saville, Robert Stevenson, Herbert Wilcox en René Clair.

## Verhaal
Tijdens de oorlog is de Amerikaan Gates Trimble-Pomfret van plan om in Londen zijn ouderlijk huis te verkopen. De bewoonster Leslie Trimble wil de verkoop tegenhouden door Gates de 140-jarige geschiedenis van het huis te vertellen.